# Ave von Schönfeld

Stammwappen derer von Schönfeldt

Ave von Schönfeld (* vor 1515; † 1541) stammte aus altem sächsischem Adel und war die Tochter von Georg von Schönfeld. Sie gehört zu den Frauen, die mit Katharina von Bora aus dem Kloster Nimbschen flohen.

## Leben
1515 trat Ave mit ihrer Schwester Margarethe ins Zisterzienserinnenkloster Marienthron (Kloster Nimbschen) bei Grimma ein.
Am 7. April 1523 flohen neun Nonnen unter der Leitung von Katharina von Bora aus dem Kloster zu Martin Luther nach Wittenberg, darunter Ave und ihre Schwester. Luther verhalf den Frauen zu Ehen, wobei er selbst zur als „Schönheit“ geltenden Ave von Schönfeld tendierte, wie er in den Tischreden und Briefen berichtete. Andererseits fürchtete er, einer Frau keine sichere Existenz bieten zu können. Schließlich heiratete Ave 1524 den Mediziner Basilius Axt. Der Ehe entstammten vier Kinder, drei Söhne und eine Tochter.
Eine gute Beziehung zu Martin Luther blieb erhalten; dieser verschaffte Axt 1525 eine feste Anstellung in Torgau und stand 1540 Ave in Erbstreitigkeiten mit ihrem Bruder Ernst von Schönfeld bei.
Ave von Schönfeld starb 1541, vermutlich in Königsberg, wo die Familie Axt lebte.